# Freaks (Live)
Freaks is een nummer van de Amerikaanse alternatieve rockband Live uit 1997. Het is de tweede single van hun vierde studioalbum Secret Samadhi.
In de tekst vraagt frontman Ed Kowalczyk zich af hoe een man zijn partner waarneemt in verschillende scenario's. "Freaks" flopte in Amerika, maar werd wel een bescheiden succesje in Nederland. Het bereikte de 13e positie in de Nederlandse Tipparade.

## Tracklijst
- Cd-single

1. "Freaks" (radioversie) – 4:53
2. "Love My Way" (live) – 4:20